# 판토프라졸
판토프라졸(pantoprazole)은 위궤양 치료, 위 식도 역류병(GERD)으로 인한 미란성 식도염의 단기간 치료, 미란성 식도염의 치유 과정 유지, 졸링거-엘리슨 증후군 등 병적인 과다분비 질환의 치료에 사용되는 양성자 펌프 억제제이다. 다른 약물과 병용하여 헬리코박터 파일로리의 제균 치료에 사용할 수 있다. 다른 양성자 펌프 억제제들과 효과는 비슷하다. 경구나 정맥 주사를 통해 투여한다. 프로토닉스(Protonix) 등의 상품명으로 판매된다.
흔한 부작용에는 두통, 설사, 구토, 복통, 관절통이 있다. 더 심한 부작용에는 심각한 알레르기 반응(아나필락시스), 만성 염증의 한 형태인 위축성 위염, 디피실리균 감염증, 저마그네슘혈증, 비타민 B12 결핍증이 있다. 임신 중 사용은 안전한 것으로 여겨진다. 판토프라졸은 위산의 분비를 감소시키는 양성자 펌프 억제제의 일종이다. 위에서 수소-칼륨 ATP가수분해효소를 비활성화시켜 작용한다.
판토프라졸의 연구는 1985년부터 이루어졌으며, 1994년 독일에서 의학적 사용을 시작하였다. 현재는 복제약으로 이용 가능하다. 2020년 한 해 동안 미국에서는 2,600만 건 넘게 처방되어 20번째로 많이 처방된 약물로 기록되었다.

## 의학적 사용
판토프라졸은 위 식도 역류병으로 인해 발생한, 성인과 5세 이상 소아의 식도 미란과 궤양을 치료하기 위해 단기간 사용한다. 초기 반응을 얻은 뒤에 장기간 유지 치료를 위해 사용할 수도 있으나, 12개월 이상 판토프라졸을 사용하는 것에 대한 조절 연구가 이루어지지 않은 상태이다. 또한 여러 항생제와 조합하여 헬리코박터 파일로리로 인한 궤양을 치료하기 위해 사용되기도 한다. 졸링거-엘리슨 증후군의 장기간 치료에도 사용할 수 있다. 비스테로이드성 항염증제(NSAIDs)를 복용 중인 환자의 위궤양을 예방하기 위해 투여하기도 한다.
판토프라졸의 효과를 제대로 보기 위해서는 식전 30분에 경구로 알약을 복용하는 것이 권장된다. 병원에서는 입으로 약물을 삼킬 수 없는 환자에 대해 정맥 주사로 약물을 투여한다.
65세 이상 노인에서 부작용의 발생률은 그보다 젊은 사람들에서와 비슷한 것으로 알려져 있다.

### 소아
7세 이상 소아에서 판토프라졸은 미란성 식도염의 단기간 치료에만 사용한다. 판토프라졸의 안전성과 효과는 소아의 경우 미란성 식도염 치료에서만 확인된 상태이다.

### 임신과 수유
쥐와 토끼에서 권장 용량보다 훨씬 높은 용량으로 실험한 연구에 따르면, 아기의 발달에 명백한 유해성은 없었다.
판토프라졸은 모유로 이동할 수 있다. 또한 설치류를 이용한 암 연구에서 판토프라졸은 잠재적으로 종양 성장을 일으킬 수 있다고 밝혀졌다. 이러한 발견이 임상적으로 관련이 있는지는 알려지지 않았으나, 산모와 아기의 치료에 사용할 때에는 위험과 이득을 잘 고려하도록 권고된다.

## 부작용
위산은 위로 들어온 세균을 죽이는 역할을 한다. 판토프라졸을 사용하면 특히 입원한 환자에서 폐렴과 같은 감염이 발생할 위험을 증가시킬 수 있다.

### 흔함
- 위장관계: 복통 (6%), 설사 (9%), 위창자내공기참 (4%), 구역질 (7%), 구토 (4%)[11]
- 신경계: 두통 (12%), 어지럼증 (3%)[11]
- 근골격계: 관절통 (3%)[11]

### 드묾
- 위장관계: 변비, 구강건조증, 간염[11]
- 혈액: 백혈구감소증, 혈소판감소증[11]
- 면역계: 스티븐스-존슨 증후군, 독성표피괴사[11]
- 대사: 크레아틴 인산화효소 증가, 콜레스테롤 증가, 간효소 (AST, ALT) 증가, 부종[11]
- 근골격계: 근육 질환, 골절, 디피실리균 감염증, 골다공증 관련 고관절 골절, 횡문근융해증[11]
- 콩팥: 간질성 신염[16]
- 영양: 여러 영양소, 비타민, 무기질의 흡수를 감소시킬 수 있다. 또한 특정 약물의 흡수도 감소시킬 수 있다.[17]

### 장기간 사용 시
- 골다공증과 골절이 양성자 펌프 억제제를 고용량이나 장기간 (1년 이상) 투여 받은 경우에서 관찰되기도 한다.[18]
- 저마그네슘혈증이 판토프라졸 등의 약물을 1년 이상 복용한 경우 관찰되기도 한다. 일반적으로 1년 이상 복용한 경우에 나타났지만 3개월 정도 짧은 기간 복용한 경우에도 저마그네슘혈증이 보고된 사례가 존재한다.[19]
- 비타민 B12 결핍증, 철 결핍증, 칼슘 결핍증 등의 결핍증이 장기간 사용 시에 나타나기도 한다.[3] 비타민 B12 결핍증은 판토프라졸로 인해 위산 분비가 줄면서 위의 산성 환경이 변화하고, 그 결과 펩티데이스가 활성화되지 못하며 발생한다.[20] 펩티데이스가 활성화되지 못하면 R인자가 비타민 B12로부터 절단되지 않게 되며 비타민 B12의 흡수가 억제된다.[20]
- 장기간 사용 후 약물 복용을 중단하였을 때 고가스트린혈증이 반동으로 관찰되기도 한다.[21][20]

### 복용 중단 시
양성자 펌프 억제제를 6개월 넘게 복용한 환자에서는, 복용을 중단할 때 한번에 끊지 말고, 서서히 용량을 줄이는 방식으로 치료를 끝내는 것을 고려해야 한다. 중등도에서 고용량을 복용한 환자에서는 매주 50%씩 용량을 줄여 최저 복용량에 이르도록 한다. 최저 용량에 이른 뒤, 그 다음 주에 복용을 중단한다.

## 상호작용
판토프라졸을 복용하면 위의 산도가 감소하기 때문에 pH에 민감한 약물들의 흡수에 영향이 갈 수 있다. 그 예로는 암피실린 에스터, 케토코나졸, 아타자나비르, 미코페놀레이트 모페틸 등이 있다. 그 외에도 비스포스포네이트 유도체, 플루코나졸, 클로피도그렐, 메토트렉세이트 등의 흡수에도 영향이 갈 수 있다.

## 약리학

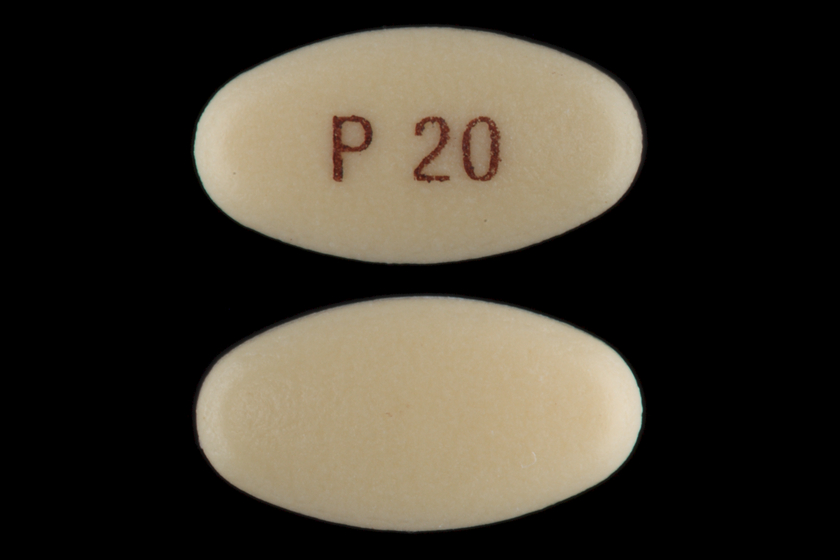
와이어스 사의 판토프라졸 20mg

판토프라졸은 위산 생산의 마지막 단계를 억제하여 작용한다. 위에 존재하는 벽세포에서, 판토프라졸은 수소-칼륨 ATP분해효소(양성자 펌프)와 비가역적인 공유결합을 이뤄 위산 분비를 억제한다. 공유결합된 판토프라졸은 24시간 이상 위산 분비를 막는다. 비가역적으로 결합한 판토프라졸로 인해, 위산 분비가 재개되기 위해서는 새로운 펌프가 만들어져야 한다. 약물 자체의 혈장 내 반감기는 2시간 정도이다. 투여 후 약물이 최대 혈장 농도에 이르는 시간은 2~3시간이다. 단백질 결합은 98%이다.
판토프라졸은 간의 사이토크롬 P450 시스템에 의해 대사된다. 대사는 주로 황산화 후에 CYP2C19에 의한 탈메틸화 과정을 통해 이루어진다. 또 다른 대사경로는 CYP3A4에 의한 산화이다. 판토프라졸의 대사산물은 약리학적 중요성이 전혀 없는 것으로 생각된다. 판토프라졸은 대개 위장운동촉진제와 함께 투여한다.